# Blentarps församling
Blentarps församling är en församling i Ljunits, Herrestads, Färs och Österlens kontrakt i Lunds stift. Församlingen ligger i Sjöbo kommun i Skåne län och utgör ett eget pastorat.

## Administrativ historik
Församlingen har medeltida ursprung.
Församlingen utgjorde före 1555 ett eget pastorat för att därefter till 2006 vara annexförsamling i pastoratet Sövde och Blentarp som från 1939 även omfattade Everlövs församling. År 2006 införlivades Everlövs och Sövde församlingar och därefter utgör församlingen ett eget pastorat.

## Kyrkor
- Blentarps kyrka
- Everlövs kyrka
- Sövde kyrka